# 棘刺海菊蛤
棘刺海菊蛤（学名：Spondylus aculeatus），是莺蛤目海菊蛤科海菊蛤属的一种。主要分布于中国大陆，常栖息在潮间带至潮下带20米，以右壳营固着生活。